# Kasparov's Gambit
Kasparov's Gambit est un jeu vidéo d'échecs développé par Heuristic Software et publié par Electronic Arts sur IBM PC en 1993. Le jeu est développé en coopération avec le champion du monde d'échecs Garry Kasparov qui s'implique fortement dans sa conception et sa promotion. Il est conçu avec l'objectif d'être capable de se mesurer avec un maître des échecs tout en permettant aux joueurs occasionnels de s'améliorer et de comprendre les raisons éventuelles de leur défaite contre le programme. Il inclut notamment 500 parties annotées du championnat du monde,. Le programme est basé sur le moteur de jeu d'échecs Socrates, connu comme un des meilleurs programmes d'échecs de l'époque, auquel les développeurs ont intégré des graphismes en VGA et une interface plus intuitive.

## Accueil
| Kasparov's Gambit |      |       |
| Média             | Nat. | Notes |
| Gen4              | FR   | 80 %  |
| Joystick          | FR   | 82 %  |
| Tilt              | FR   | 90 %  |